# Nina Matvienko
Pour les articles homonymes, voir Matvienko.
Nina Mitrofanovna Matvienko (en ukrainien : Ніна Митрофанівна Матвієнко), née le 10 octobre 1947 à Nedelichtche dans l'oblast de Jytomyr (RSS d'Ukraine) et morte le 8 octobre 2023 à Kiev (Ukraine), est une chanteuse soviétique puis ukrainienne, de variétés ukrainiennes.
Elle fait quelques apparitions au cinéma. Artiste du Peuple de la RSS d'Ukraine en 1985, lauréate du prix national Taras Chevtchenko en 1988, elle a reçu le titre honorifique d'Héros d'Ukraine avec l'attribution de l'Ordre de l'État (en ukrainien : Орден Держави) en 2006.

## Biographie
Nina Matvienko est née le 10 octobre 1947 en Ukraine, alors sous régime soviétique. Elle est la cinquième des onze enfants de Métrofane Ustinovitch et Antonina Ilkovna Matvienko.
Sa scolarité se déroule à l'école-internat pour enfants de familles nombreuses à Potiivka, un village près de Radomychl. Elle suit une formation au studio de chant vocal au sein du Chœur national ukrainien Grigori Veryovka (ru) dont elle devient la soliste en 1968.
Elle se fait connaitre, en remportant en tant que soliste du chœur le concours national ukrainien Les jeunes voix (en ukrainien : Молодые голоса) en 1978, le concours télévisé panrusse À travers la vie en chantant (en ukrainien : С песней по жизни) et le concours mondial du chant folklorique à Bratislava en 1979, en participant au 12e Festival mondial de la jeunesse et des étudiants à Moscou.
Elle reçoit le titre d'artiste émérite de la RSS d'Ukraine en 1979, puis, en 1985 d'Artiste du Peuple de la RSS d'Ukraine.
Dans le répertoire de la chanteuse figurent des chansons folkloriques, rituelles, lyriques, humoristiques, des ballades, des chansons ukrainiennes des XVIIe et XVIIIe siècles. Elle collabore avec des compositeurs ukrainiens comme Myroslav Skoryk, Evgueni Stankovitch, Oleg Kiva, Irina Kirilina, Anna Gavrilets.
En 1975, après avoir suivi des cours par correspondance, Nina Matvienko est diplômée de la faculté des lettres de l'Université nationale Taras-Chevtchenko de Kiev. Elle occupe la chaire de professeur de l'art musical à l'Université nationale de la culture et des arts de Kiev (ru).
Depuis le début de sa carrière, la chanteuse signe de nombreux disques et effectue des tournées dans plusieurs pays: la Pologne, la Finlande, la France, la République Tchèque, le Canada, le Mexique, les États-Unis.

### Vie privée
En 1971, Nina Matvienko épouse l'artiste peintre Piotr Gontchar — le fils du folkloriste et ethnographe ukrainien Ivan Gontchar. Ensemble, ils ont trois enfants: les fils Ivan et Andreï devenus tous deux artistes peintres, et la fille Antonina qui est chanteuse.
En 2005, Ivan Matvienko se fait moine. En 2013, la mère et la fille Matvienko sortent un album intitulé Le nouveau et le meilleur (en russe : Новое и лучшее).

## Filmographie

### Cinéma
- 1971 : Révélation (Озарение) de Vladimi Denissenko : épisode
- 1972 : Zozulya diplômé (Зозуля с дипломом) de Vadim Ilienko et Igor Samborski : Olya
- 1973 : En moins d'un an... (Не пройдет и года...) - Zina (Studio d'Odessa)
- 1974 : Adieu aux pharaons ! (Прощайте, фараоны!) (Studio d'Odessa) - Katherine
- 1982 : Clarinettes de tendresse (Кларнеты нежности), de Vassili Viter
- 1986 : Accusé de mariage (Обвиняется свадьба) (Studio Dovjenko)
- 1987 : Cloches de paille (Соломенные колокола) de Youri Illienko - Katerina
- 1988 : La Semaine de la Roussalka (Русалкина неделя)
- 1990 : Plus loin qu'un vol d'une flèche (Дальше полета стрелы)
- 1998 : Sourire d'une bête (Posmіshka zvіra) (Ukraine)

### Télévision
- 1973 : Et l'acier fut trempé (Как закалялась сталь) de Nikolaï Machtchenko :  Valya